# Dietmar Cieslik
Dietmar Cieslik (* 5. September 1950) ist ein ehemaliger deutscher Fußballspieler, der von 1969 bis 1983 in Eisleben und Tiefenort Zweitligafußball spielte. 

## Sportliche Laufbahn
Seine ersten Punktspiele im überregionalen DDR-Fußball bestritt Dietmar Cieslik, als er in der Saison 1969/70 für die Polizeisportgemeinschaft Dynamo Eisleben neun Partien in der zweitklassigen DDR-Liga absolvierte. Bis 1973 war Cieslik mit der SG Dynamo in der DDR-Liga vertreten und war bis dahin auf 52 der 102 ausgetragenen Ligaspiele gekommen. Dabei hatte er 15 Tore erzielt, wobei er 1971 mit zehn Treffern Torschützenkönig seiner Mannschaft geworden war. 1973 musste Dynamo Eisleben in die Bezirksliga Halle absteigen, wurde jedoch mit Cieslik Bezirksmeister und schaffte den sofortigen Wiederaufstieg. In der DDR-Liga-Saison 1974/75 Cieslik seine bisher meisten Ligaeinsätze, in den 22 Punktspielen wurde 21-mal aufgeboten. 
Zur Saison 1975/76 verließ Cieslik Eisleben und schloss sich dem DDR-Ligisten BSG Aktivist Kali Werra Tiefenort an. Während er in seiner ersten Saison nur in sechs Ligaspielen eingesetzt worden war, entwickelte er sich danach zu einem dauerhaften Stammspieler. Gleichzeitig war er erfolgreicher Torjäger, der bis 1982 fünfmal Torschützenkönig der BSG Aktivist wurde. Noch in der Spielzeit 1981/82 war der 31-jährige Cieslik mit 17 Einsätzen bei 22 Ligaspielen und acht Toren ein Fixpunkt der Mannschaft. Danach musste er jedoch seinem Alter Tribut zollen und kam 1982/83 nur noch auf zehn Ligaeinsätze, in seiner letzten Saison spielte er nur noch dreimal in der DDR-Liga und schoss das erste Mal nach zwölf DDR-Liga-Spielzeiten kein Tor mehr. 
Nachdem Dietmar Cieslik im Laufe der Saison 1983/84 seine Laufbahn als Fußballspieler im Leistungsbereich beendet hatte, in der er durchgehend als Stürmer aktiv gewesen war, wies seine Bilanz 210 Spiele in der DDR-Liga mit 80 Torerfolgen aus. 